# Vuelo 853 de Allegheny Airlines
El vuelo 853 de Allegheny Airlines era un vuelo regular de Allegheny Airlines desde Boston, Massachusetts, a St. Louis, Misuri, con escalas en Baltimore, Maryland, Cincinnati, Ohio e Indianápolis, Indiana. El 9 de septiembre de 1969, el avión que realizaba el vuelo, un McDonnell Douglas DC-9, chocó en el aire con una avioneta Piper PA-28 cerca de Fairland, Indiana. El DC-9 transportaba 78 pasajeros y 4 miembros de tripulación, y el Piper fue arrendado a un estudiante piloto para un vuelo en solitario a través del país. Los 83 ocupantes de ambas aeronaves murieron en el accidente y ambas quedaron destruidas. 

## Historia del vuelo
El vuelo 853 de Allegheny Airlines era un servicio regular programado que partía de Boston con destino a Baltimore, Cincinnati, Indianápolis y San Luis. Los controles estaban a cargo del capitán James Elrod (47 años) y el primer oficial William Heckendorn (26 años). Elrod era un veterano experimentado con más de 23,800 horas de vuelo. El vuelo salió de Cincinnati a las 3:15 p. m. con rumbo a Indianápolis. Volaban bajo reglas de vuelo por instrumentos (IFR), y el control de aproximación les ordenó descender a 2500 pies (762 m) tras haber pasado el VOR de Shelbyville a 6000 pies (1828,8 m). Luego, fueron vectorizados a un rumbo de 280 grados.
Mientras tanto, una aeronave privada Piper PA-28 pilotada por Robert Carey (34 años) volaba en dirección sureste. Operaba bajo un plan de vuelo visual (VFR) que indicaba una altitud de crucero de 3500 pies (1066,8 m). No estaba en comunicación con el control de tráfico aéreo ni contaba con un transpondedor, y no había evidencia de que apareciera como blanco primario en el radar.
Ambas aeronaves convergieron a una velocidad relativa de 350 millas por hora (304,1 ns; 563,3 km/h). El punto inicial de impacto fue en la parte frontal superior derecha del estabilizador vertical del DC-9, justo debajo del estabilizador horizontal. En el Piper, el punto de impacto fue justo al frente de la raíz del ala izquierda. El impacto desprendió por completo el conjunto de la cola del DC-9, que giró hacia la izquierda hasta quedar invertido y se estrelló en un campo de soya a una velocidad aproximada de 400 millas por hora (347,6 ns; 643,7 km/h), a unos 100 yardas (300 pies; 91,4 m) al norte del parque de casas móviles Shady Acres.

## Causa probable
La Junta Nacional de Seguridad en el Transporte (NTSB) emitió la siguiente causa probable en un informe adoptado el 15 de julio de 1970:
La Junta determina que la causa probable de este accidente fueron las deficiencias en la capacidad de prevención de colisiones del sistema de control del tráfico aéreo de la FAA en un área terminal donde operaban vuelos con reglas de vuelo por instrumentos (IFR) y reglas de vuelo visual (VFR) mezclados. Las deficiencias incluyeron la inadecuación del concepto de "ver y evitar" bajo las circunstancias de este caso; las limitaciones técnicas del radar para detectar todas las aeronaves; y la ausencia de regulaciones federales que proporcionaran un sistema de separación adecuado del tráfico VFR e IFR mezclado en áreas terminales.

## Legado
La NTSB y la FAA reconocieron las limitaciones inherentes del principio de “ver y ser visto” para la separación del tráfico aéreo en condiciones meteorológicas visuales, especialmente cuando están involucradas aeronaves con velocidades dispares o hay capas de nubes u otras restricciones a la visibilidad. Con el tiempo, tras incidentes similares y aprovechando los avances tecnológicos, ambas agencias impulsaron una serie de medidas correctivas en la industria de la aviación, entre ellas:
- Los transpondedores ahora están instalados en la mayoría de las aeronaves de aviación general[4] y en todas las aeronaves comerciales, lo que ha aumentado significativamente la visibilidad en radar de aeronaves pequeñas que vuelan bajo y más lentamente, especialmente cerca de perturbaciones atmosféricas u otros elementos de interferencia.
- La mayoría de los aeropuertos con servicio de aerolíneas programado ahora cuentan con un espacio aéreo controlado circundante (designación OACI Clase B o Clase C) para mejorar la separación del tráfico IFR y VFR; todas las aeronaves deben estar equipadas con transpondedor y en comunicación con el control de tráfico aéreo para operar dentro de este espacio aéreo controlado[5]
- La mayoría de las aeronaves comerciales y de transporte ahora cuentan con un sistema de prevención de colisiones a bordo (TCAS) que puede detectar y alertar sobre tráfico cercano equipado con transpondedor[4]
- Los sistemas de radar de control aéreo ahora cuentan con alerta de conflicto —software de prevención de colisiones basado en tierra— que emite una alarma cuando dos aeronaves se acercan por debajo de una distancia mínima segura[6]